# Kamienica przy ul. Kościelnej 5 w Kłodzku
Kamienica przy ul. Kościelnej 5 w Kłodzku – pochodząca z XVI wieku gotycka kamienica, położona w obrębie starówki.

## Historia
Dom jest późnogotycki, został wzniesiony około 1550 roku, szczyt dobudowano w późniejszym okresie.
Zarządzeniem wojewódzkiego konserwatora zabytków z dnia 30 listopada 1984 roku kamienica została wpisana do rejestru zabytków.

## Architektura
Budynek o nieregularnym, dość dobrze zachowanym rzucie poziomym, posiada trzy kondygnacje i późniejszy szczytem schodkowo - wolutowym, dzielonym gzymsami i lizenami. Poza zachowanym układem murów i piwnicznych sklepień, z pierwotnej architektury pozostał gotycki portal ciosowy. W zworniku portalu umiejscowiono znaczną tarczę, z obecnie już nieczytelnym godłem i inicjałami „G.S.” Zachowane obecnie pozostałości splecionego sznura z krzyżem (najprawdopodobniej różańca) sugerują gmerk duchownego lub instytucji kościelnej.

## Galeria

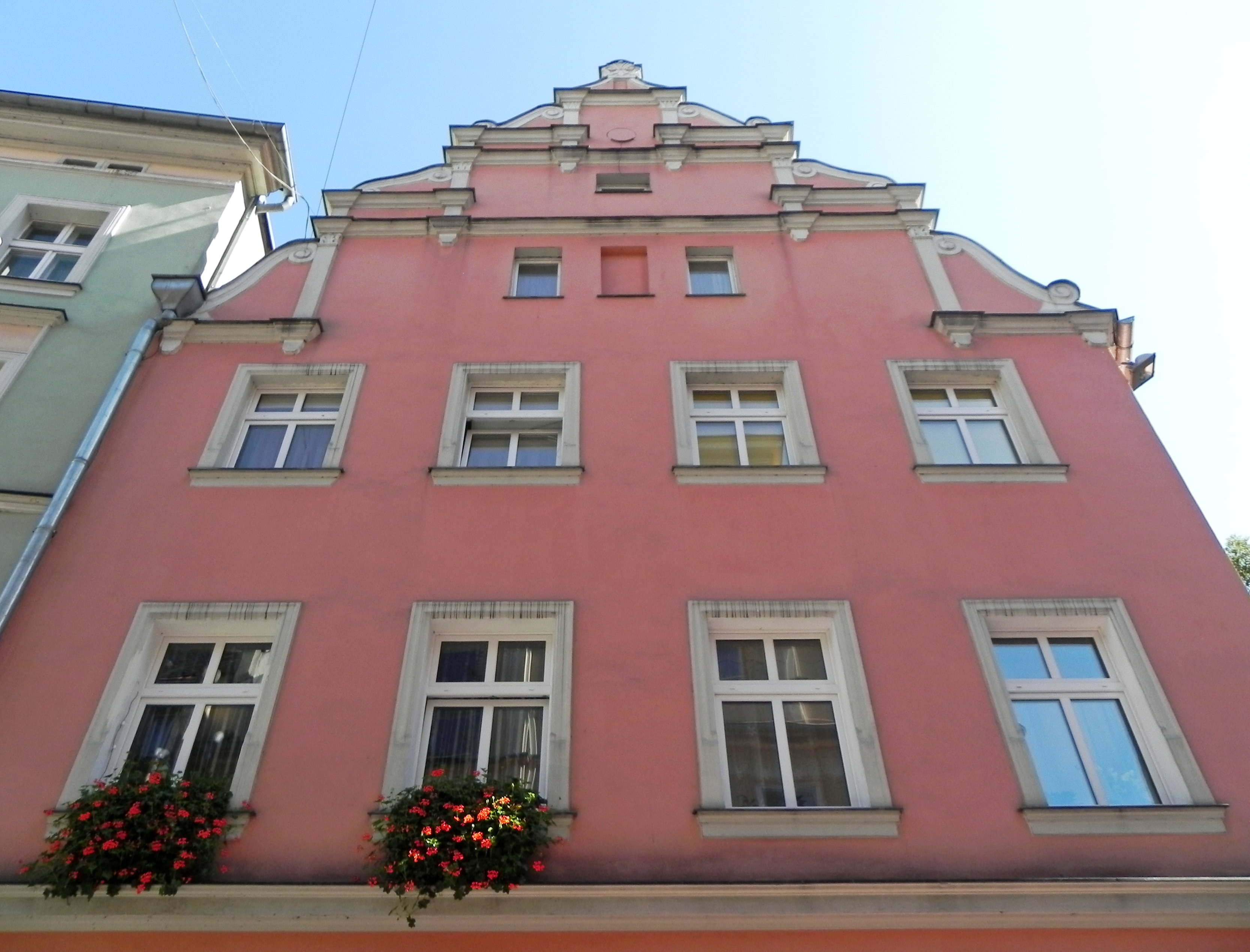
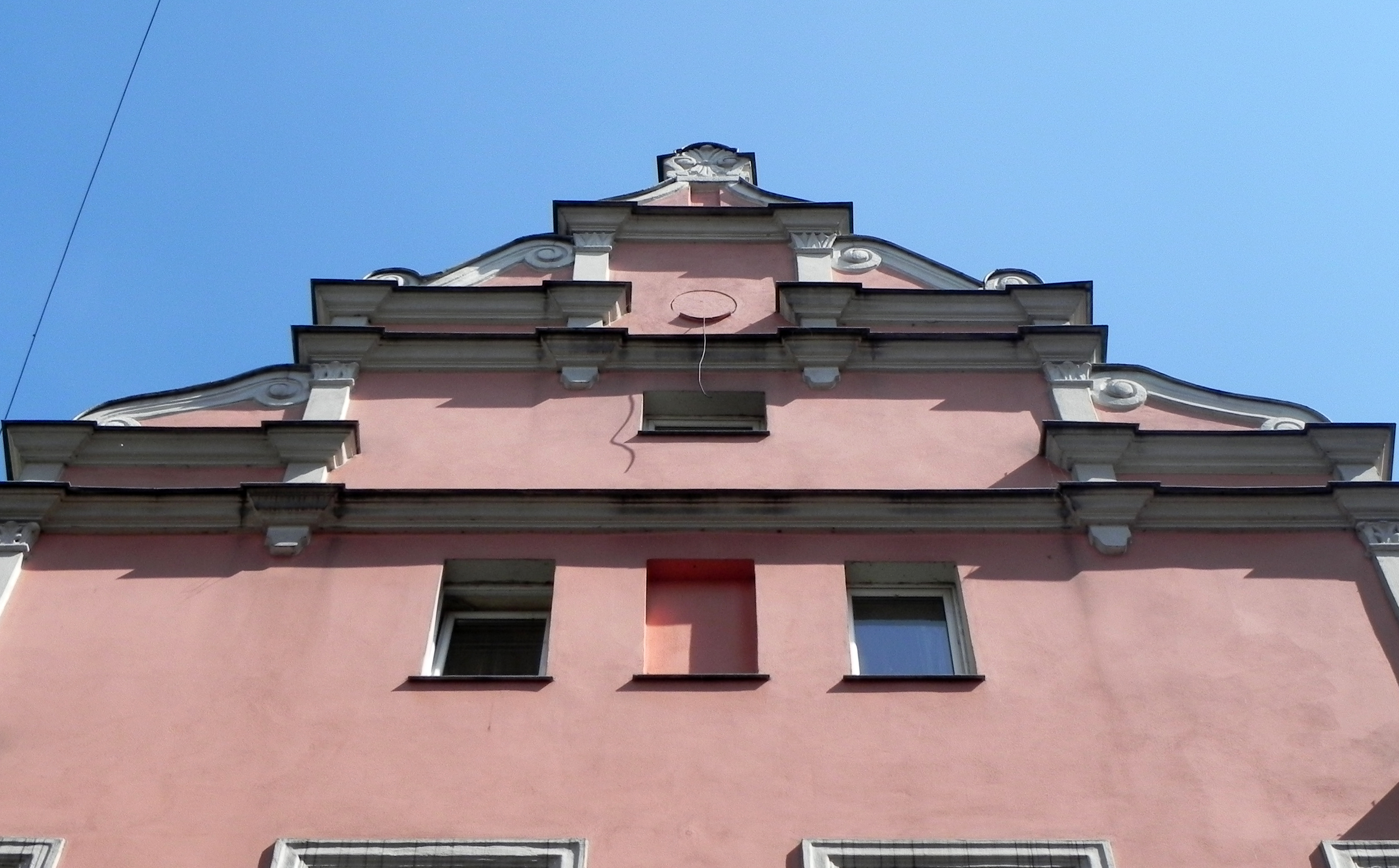
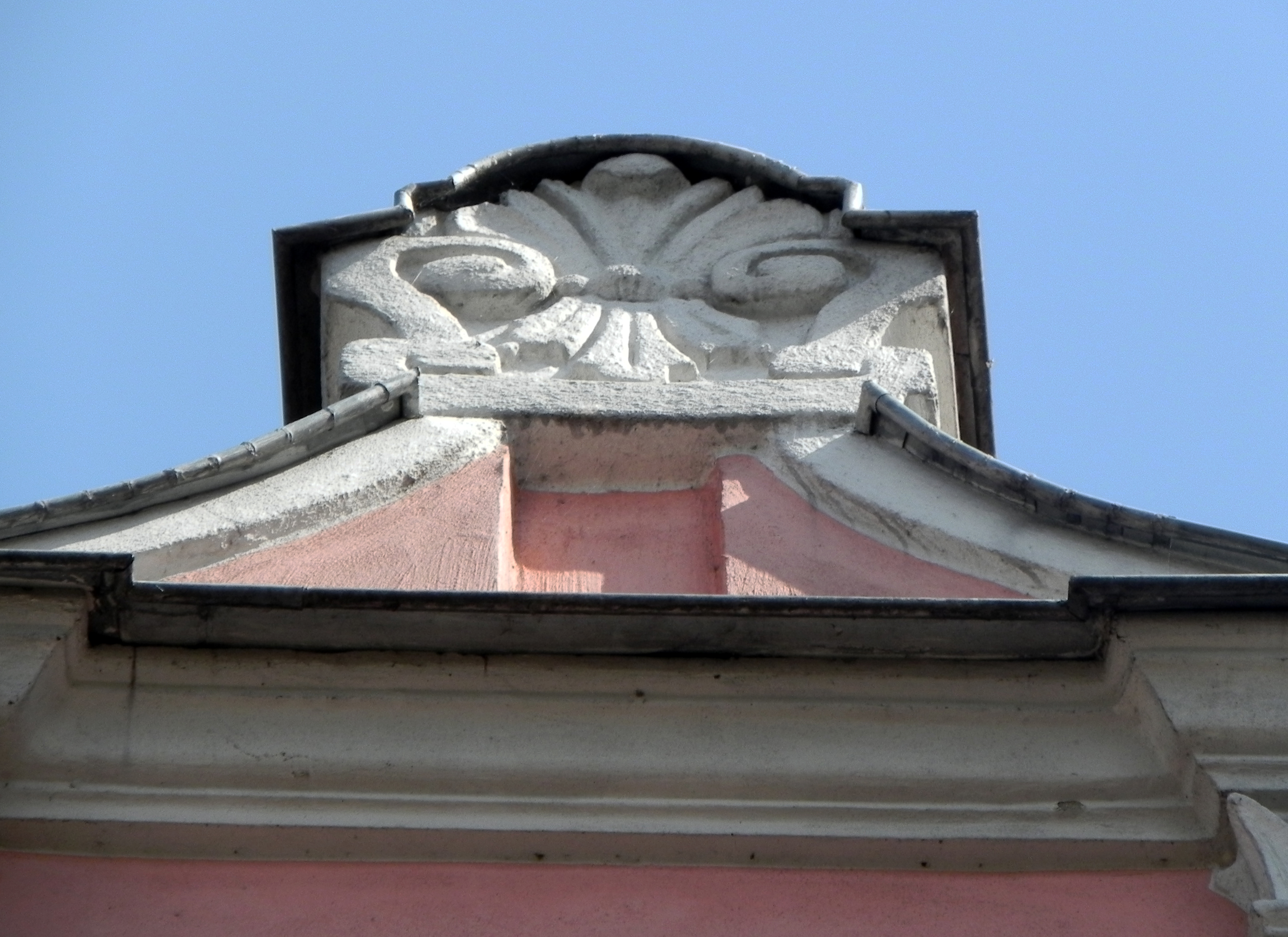
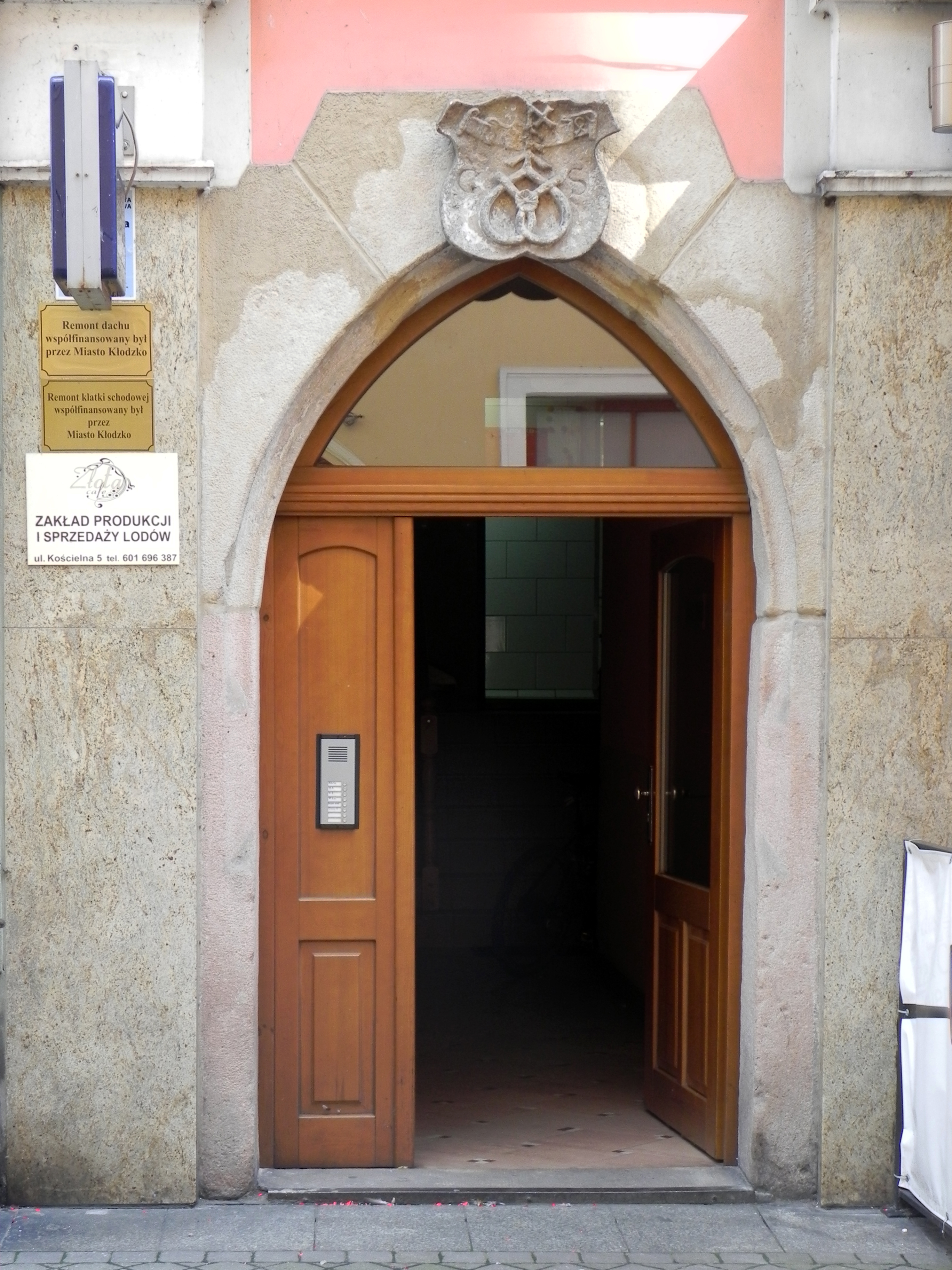
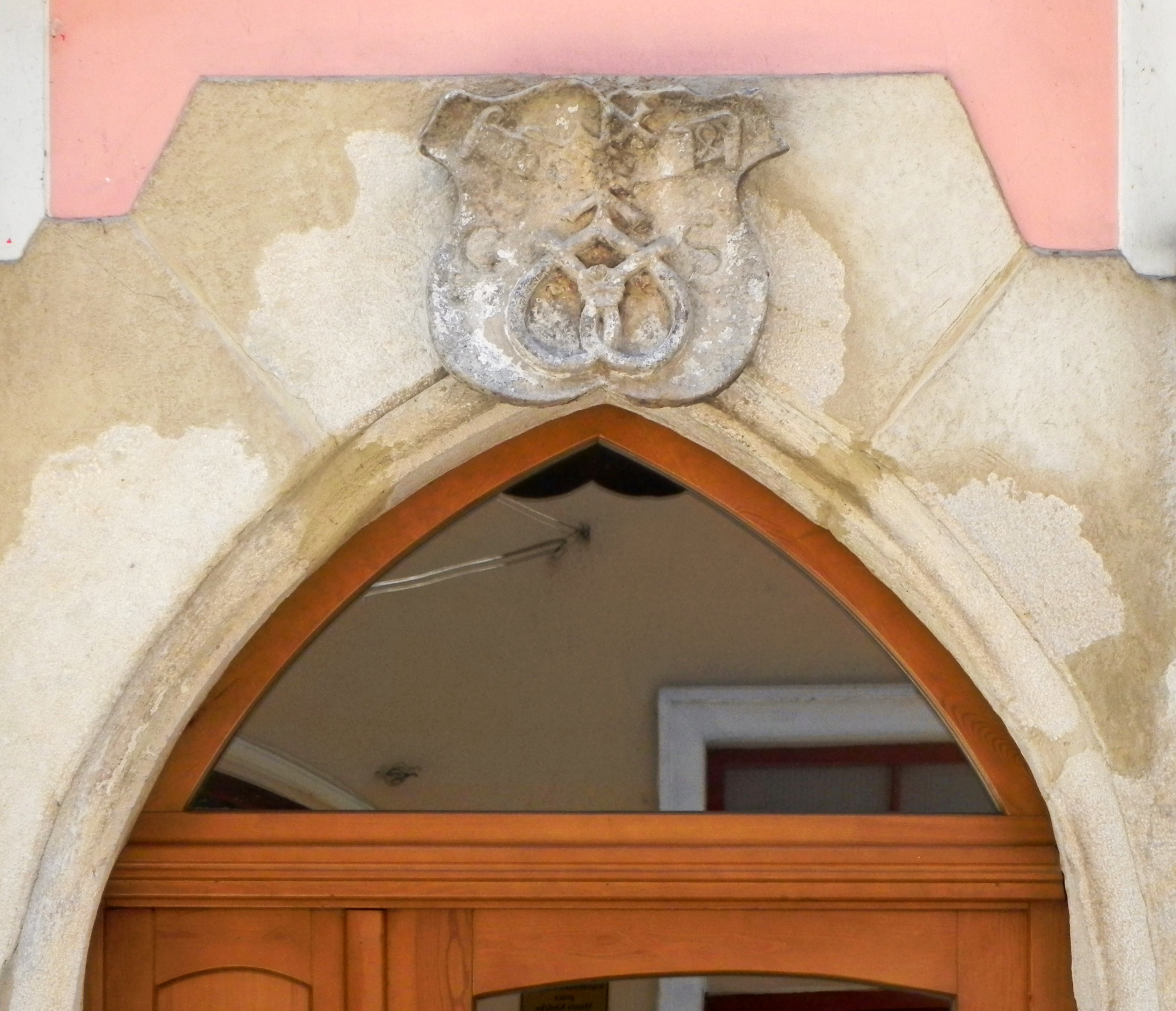
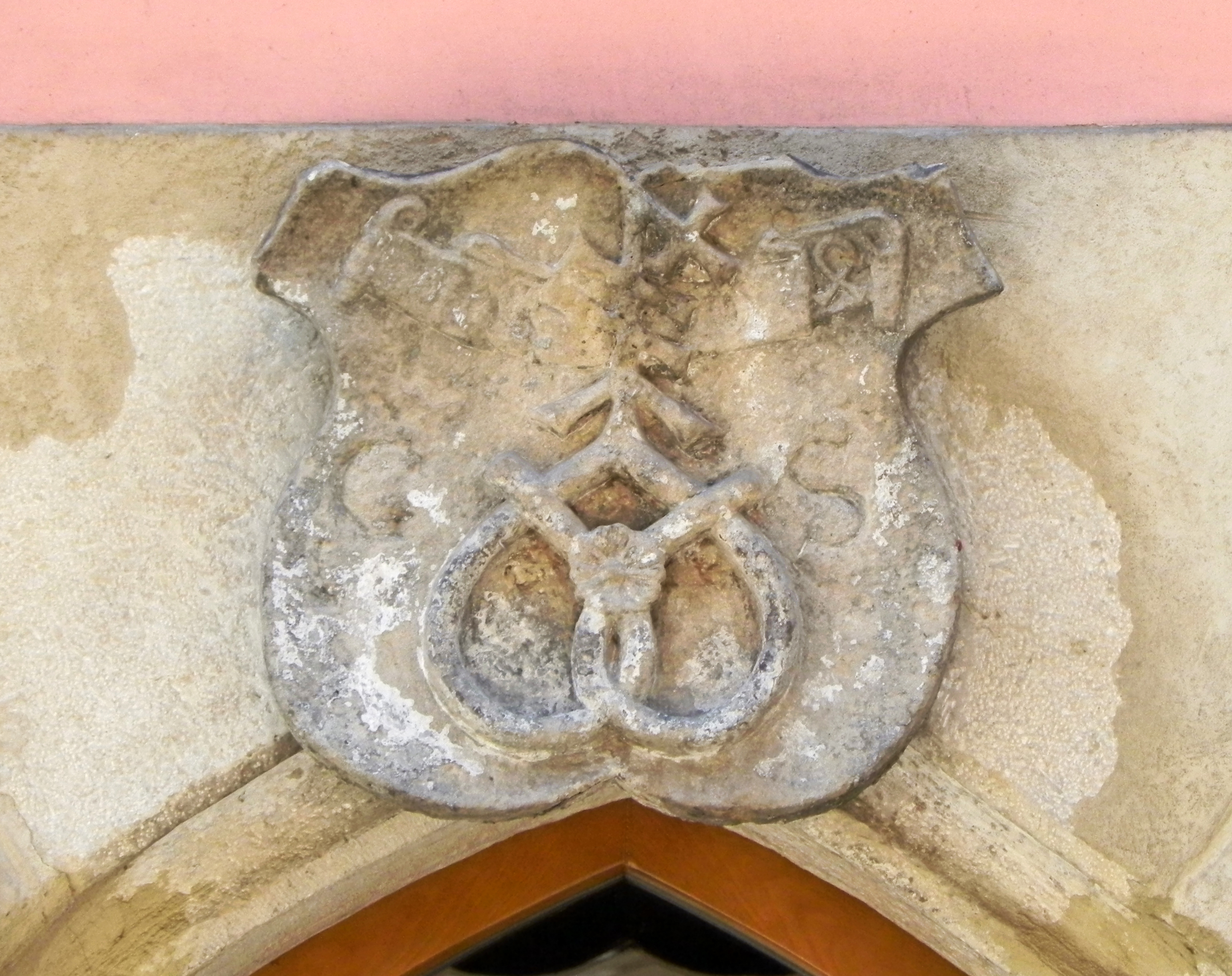
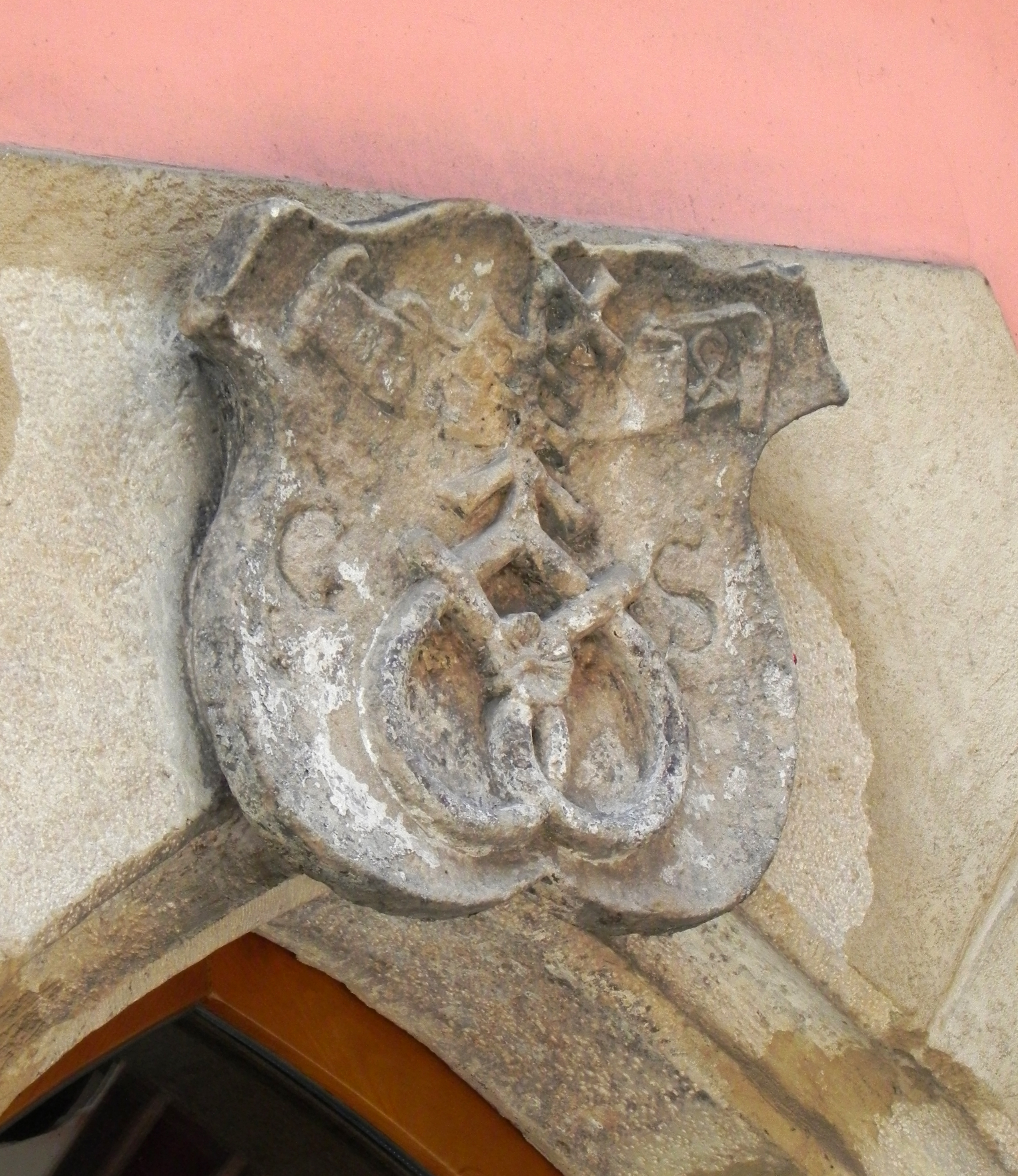